# زیردریایی یو-۲۴۲
زیردریایی یو-۲۴۲ (به انگلیسی: German submarine U-242) یک زیردریایی بود که طول آن ۶۷٫۱ متر (۲۲۰ فوت ۲ اینچ) بود. این زیردریایی در سال ۱۹۴۳ ساخته شد.